# Liste der Zubringerstraßen in Den Haag
Die Liste der Zubringerstraßen in Den Haag ist eine Auflistung der Zubringerstraßen (niederländisch stadsrouten) in Den Haag in der niederländischen Provinz Südholland.
Die Zubringerstraßen werden mit einem kleinen s und einer dreistelligen Zahl, die mit einer 1 beginnt, gekennzeichnet. Sie sind die Hauptverkehrswege, die den Ring Den Haag (teilweise mit der Kennung ) mit dem Innenring (centrumring)  verbinden.

## Liste
| Nr.  | Verlauf                                                                                |
| ---- | -------------------------------------------------------------------------------------- |
| S101 | / – Leidsestraatweg – Benoordenhoutseweg – – Zuid-Hollandlaan –                        |
| S102 | – Raamweg –                                                                            |
| S103 | – Stadhouderslaan –                                                                    |
| S104 | / – Escamplaan – Houtwijklaan – Oude Haagweg – Loosduinsekade >/Loosduinseweg < –      |
| S105 | – Erasmusweg – – Erasmusweg – Hildebrandplein – Neherkade – – Neherkade –              |
| S106 | – Prinses Beatrixlaan – Middachtenweg – – Moerweg – Soestdijksekade – Zuiderparklaan – |
| S107 | / – Laan van Hoornwijck – Haagweg – Rijswijkseweg –                                    |
| S108 | – Maanweg – Binckhorstlaan –                                                           |

## Außen- und Innenring
Der Außenring wird von der  und anderen klassifizierten Straßen und Autobahnabschnitten gebildet. Er ist wie der Innenring (centrumring), der die Bezeichnung  trägt und an dem mit einer Ausnahme alle Zubringerstraßen enden, selbst keine Zubringerstraße.
| Nr.  | Verlauf |
| ---- | --- |
| S100 | – Koningskade – Raamweg – – Laan Copes van Kattenburch – Burgemeester Patijnlaan – Carnegielaan – Groot Hertoginnelaan – – Koningin Emmakade >/Waldeck Pyrmontkade < – Koningin Emmakade – – Lijnbaan – Buitenom – Vaillantlaan – Vaillantplein – Vaillantlaan – Calandstraat – – Neherkade – – Neherkade – Mercuriusweg – – Binckhorstlaan – Lekstraat – Koningstunnel – Koningskade –                                                                                                   |
| S200 | / – Landscheidingsweg – Hubertustunnel – Hubertusviaduct – – Hubertusviaduct – Professor B.M. Teklersweg – Johan de Wittlaan – President Kennedylaan – – President Kennedylaan – Segbroeklaan – Sportlaan – Machiel Vrijenhoeklaan – Kijkduinsestraat – Ockenburghstraat – Lozerlaan – / als – Lozerlaan – / – Wippolderlaan – als – / – / – als – Zoetermeerse Rijweg – Sijtwendetunnel/Vliettunnel – Sijtwendetunnel/Parktunnel – Sijtwendetunnel/Spoortunnel – Landscheidingsweg – / – |